# Le Baptême (nouvelle, 1884)
Ne doit pas être confondu avec Le Baptême (nouvelle, 1885).
Pour les articles homonymes, voir Le Baptême.
Le Baptême est une nouvelle de Guy de Maupassant, parue en 1884.
"Devant la porte de la ferme, les hommes endimanchés attendaient..."

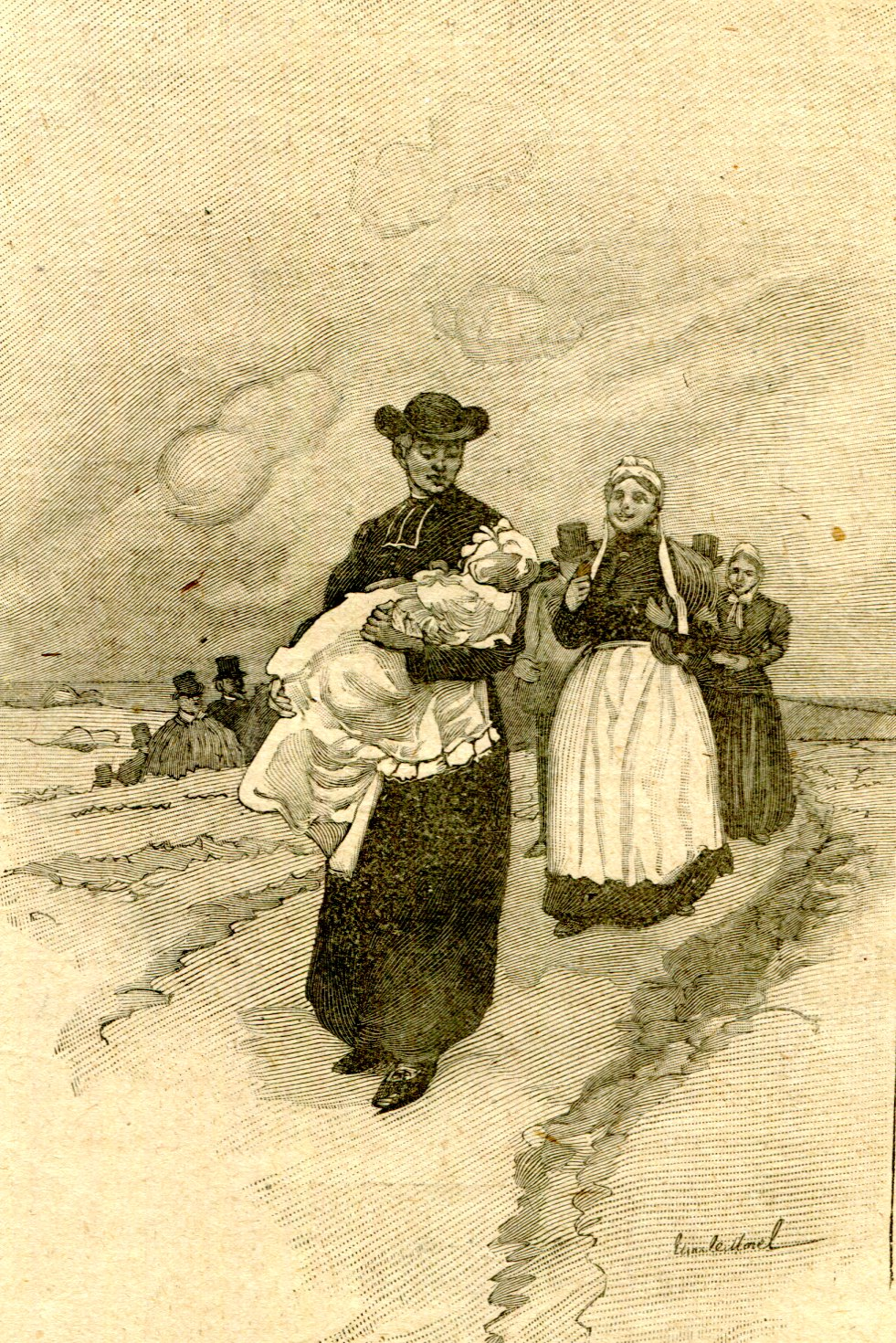
«Le prêtre prit l'enfant (...) et il l'embrassa...»

## Historique
Le Baptême est initialement publiée dans la revue Le Gaulois du 14 janvier 1884, puis dans le recueil Miss Harriet. 
La nouvelle est dédiée à Antoine Guillemet.
Ce texte ne doit pas être confondu avec une nouvelle homonyme, parue en 1885.

## Résumé
Les Dentu et toute leur famille quittent leur ferme et vont à l'église pour faire baptiser leur nouveau-né. Ils y sont reçus par le prêtre, qui est aussi l’oncle de l’enfant. Une fois celui-ci baptisé, sur le chemin du retour, les parents se rendent au buffet et demandent au prêtre qui les accompagne de le porter. Il prend l’enfant dans ses bras et ne peut s’empêcher de l'embrasser. Lors du repas, tout le monde lance des gaillardises, sauf le curé qui contemple l’enfant et le "considère avec une gravité songeuse, une tendresse inconnue". Il est progressivement gagné par l'émotion devant ce "grand mystère de la vie qui commence" et "l'incarnation d'une âme nouvelle". À la fin du repas, tout le monde est gris. La mère, qui vient voir son petit dans sa chambre, surprend le prêtre qui, dans l'ombre, sanglote, le front sur l’oreiller où repose la tête de l’enfant.

## Éditions
- Le Baptême, dans Maupassant, Contes et Nouvelles, tome I, texte établi et annoté par Louis Forestier, éditions Gallimard, Bibliothèque de la Pléiade, 1974  (ISBN 978 2 07 010805 3).